# Systropus sheppardi
Systropus sheppardi är en tvåvingeart som beskrevs av Hesse 1963. Systropus sheppardi ingår i släktet Systropus och familjen svävflugor. Inga underarter finns listade i Catalogue of Life.